# Skomer
Skomer (Ynys Sgomer en gallois) est une île du Royaume-Uni située dans le pays de Galles. Elle est située dans le canal Saint-Georges, au large du village de Marloes, dans le Pembrokeshire.

## Description

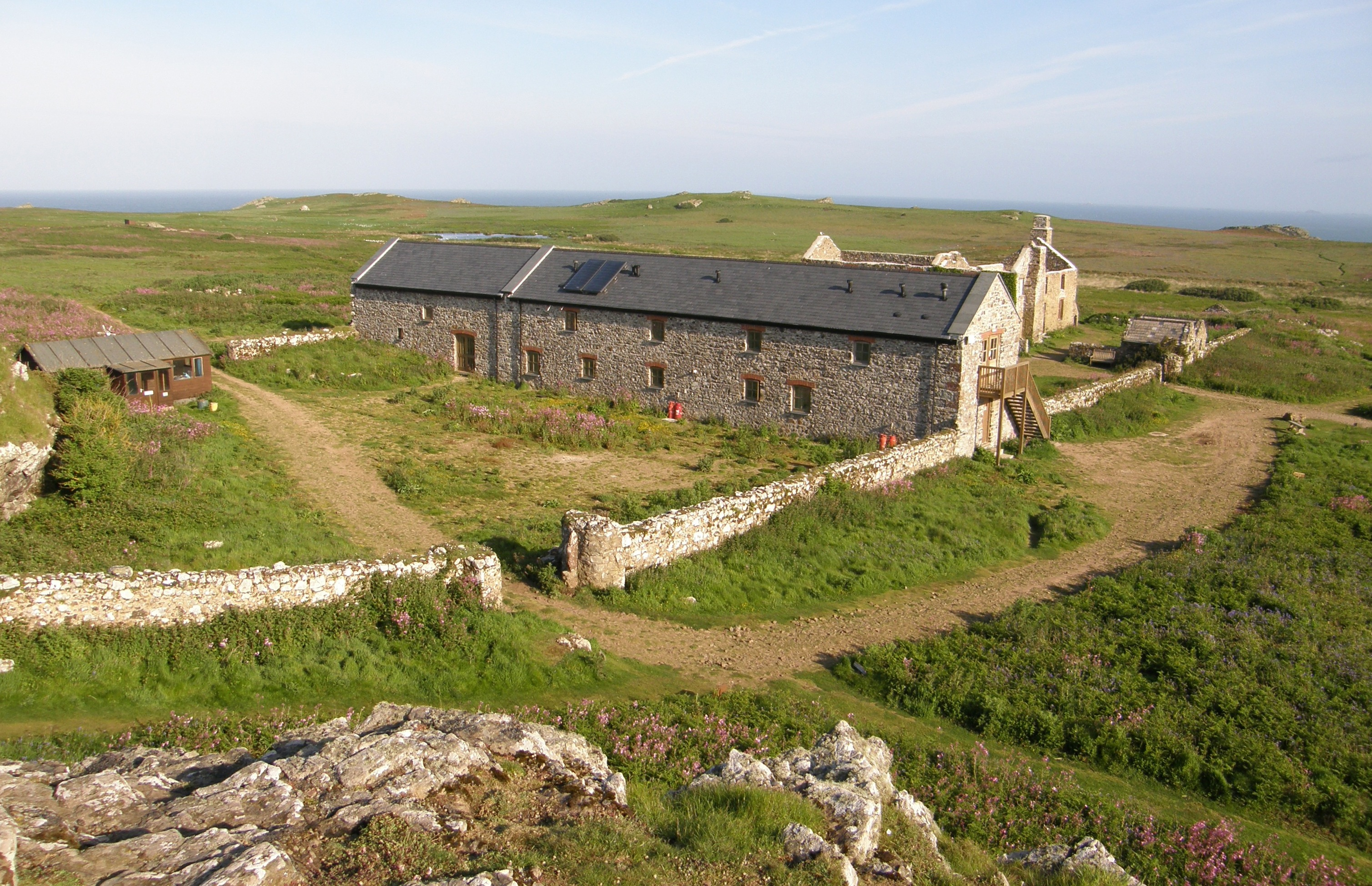
Centre de recherche et d'accueil des visiteurs.

Elle abrite une faune riche, avec d'importantes populations de puffins des Anglais et de macareux moines, ainsi qu'une sous-espèce de campagnol roussâtre qui lui est endémique. Elle constitue une aire protégée à plusieurs titres : réserve naturelle nationale, site d'intérêt scientifique particulier, zone de protection spéciale.
Des traces d'occupation humaine remontant à la préhistoire y ont également été découvertes.
Le nom de l'île vient du vieux norrois et signifie « île fendue », une description appropriée car l'île se compose de deux parties distinctes, la plus grande à l'ouest, la plus petite à l'est. Elles sont reliées par un isthme très étroit.